# Haleʻiwa
Haleʻiwa – census-designated place (CDP) na wyspie Oʻahu, w hrabstwie Honolulu, na Hawajach, w Stanach Zjednoczonych. Według szacunków United States Census Bureau w roku 2010 CDP miało 3 970 mieszkańców, którzy tworzyli 770 gospodarstw domowych i 525 rodzin.

## Geografia
Według United States Census Bureau census-designated place obejmuje powierzchnię 3 mil2 (7,3 km²), z czego 2,3 mil2 (5,9 km²) stanowi ląd, a 0,7 mil2 (1,8 km²) stanowi woda.

## Demografia
Według spisu z roku 2000, CDP zamieszkiwało 2 225 osób. Średni roczny dochód dla gospodarstwa domowego wynosił 39 643 $ a średni roczny dochód dla rodziny to 48 553 $. Średni roczny dochód na osobę wynosił 16 504 $ (31 750 $ dla mężczyzn i 25 163 $ dla kobiet). 17,6% rodzin i 15% mieszkańców census-designated place żyło poniżej granicy ubóstwa, z czego 26,2% to osoby poniżej 18 lat a 6,7% to osoby powyżej 65 roku życia.